# Stazione di Oshamanbe
La stazione di Oshamanbe (長万部駅?, Oshamanbe-eki) è la principale stazione della cittadina di Oshamanbe, in Hokkaidō, Giappone, servita dalla linea principale Hakodate e origine della linea principale Muroran della JR Hokkaido. Presso questa stazione fermano quasi tutti i treni a lunga percorrenza, come i notturni Hokutosei, Cassiopeia e gli espressi limitati per Sapporo Super Hokuto e Hokuto (ad eccezione del numero 15, il primo rapido Iris e l'espresso limitato Twilight Express). Fino al 1987 la stazione ha ospitato anche la linea Setana, in seguito dismessa.

## Linee
JR Hokkaido
■ Linea principale Hakodate
■ Linea principale Muroran

### Linee future
■ Hokkaidō Shinkansen

### Linee dismesse
Linea Setana

## Struttura
La stazione è dotata di due marciapiedi a isola con quattro binari, collegati da un sovrappassaggio, oltre a un binario per i treni merci in sosta. È presente una biglietteria presenziata, aperta dalle 7:00 alle 21:00, distributore automatico di biglietti, una sala d'attesa e un chiosco ristoro.
| 1    | ■ Linea principale Hakodate | Verso sud  | Esp. limitati Rapidi | per Mori, Hakodate e Ueno                |
| 2    | ■ Linea principale Muroran  |            | Esp. limitati Rapidi | per Higashi-Muroran, Tomakomai e Sapporo |
| 3・4 | ■ Linea principale Hakodate | Verso sud  | Locali               | per Yakumo e Hakodate                    |
| 3・4 | ■ Linea principale Hakodate | Verso nord | Locali               | per Kutchan e Otaru                      |
| 3・4 | ■ Linea principale Muroran  |            | Locali               | per Higashi-Muroran e Tomakomai          |

## Alta velocità
In futuro sarà realizzata a ovest dei binari delle linee locali la stazione per accogliere i treni della linea Hokkaidō Shinkansen attualmente in costruzione.

## Stazioni adiacenti
| «                         | Servizio                  | »                         |
| Linea principale Hakodate | Linea principale Hakodate | Linea principale Hakodate |
| ------------------------- | ------------------------- | ------------------------- |
| Nakanosawa                | Locale                    | Futamata                  |
| Nakanosawa ←              | Rapido Iris               | Capolinea                 |
| Linea principale Muroran  |                           |                           |
| Capolinea                 | Locale                    | Shizukari                 |
| Hokkaidō Shinkansen       |                           |                           |
| Shin-Yakumo               | previsto                  | Kutchan                   |